# کورت زوما
کورت اپی زوما (فرانسوی: Kurt Happy Zouma‎؛ زاده ۲۷ اکتبر ۱۹۹۴) بازیکن فوتبال اهل فرانسه است که به عنوان مدافع میانی برای باشگاه فوتبال العروبه عربستان سعودی بازی می‌کند.
از باشگاه‌هایی که در آن بازی کرده‌است می‌توان به سن-اتین، چلسی، استوک سیتی و اورتون اشاره کرد.
وی همچنین در تیم ملی فرانسه بازی می‌کند.